# Cajazeirinhas
Cajazeirinhas là một đô thị thuộc bang Paraíba, Brasil. Đô thị này có diện tích 287,891 km², dân số năm 2007 là 2671 người, mật độ 9,3 người/km².